# Mohammad Amin al-Salami
Mohammad Amin al-Salami (in arabo محمد أمين السلامي‎?; 25 luglio 1994) è un lunghista e triplista siriano, detentore del record nazionale del salto in lungo dal 2022.

## Biografia
Inizia a praticare l'atletica leggera ad Aleppo, durante la scuola, conquistando due titoli nazionali scolastici nel salto in lungo e nel salto triplo. Alcuni anni dopo scappa con la famiglia in Turchia ma, impossibilitato a praticare il suo sport, decide di tornare in Siria nonostante la guerra civile in corso. A Damasco continua ad allenarsi e diventa insegnante di educazione fisica e nel 2017 rappresenta la Siria ai campionati asiatici di Doha, dove si classifica decimo nel salto in lungo.
Tornato in patria, la guerra lo costringe a fuggire nuovamente e trova rifugio a Berlino, dove continua ad allenarsi per partecipare ai più importanti eventi dell'atletica leggera internazionale. Nel 2023 partecipa ai campionati mondiali di Budapest come componente della squadra degli Atleti Rifugiati, ma non riesce a superare i turni di qualificazione del salto in lungo. Nel 2024 prende parte alla gara del salto in lungo ai Giochi olimpici di Parigi nella squadra degli Atleti Olimpici Rifugiati.

## Record nazionali
- Salto in lungo: 7,88 m ( Hechingen, 2 luglio 2022)

## Progressione

### Salto in lungo
| Stagione | Misura    | Luogo     | Data      | Rank. Mond. |
| -------- | --------- | --------- | --------- | ----------- |
| 2024     | 7,55 m    | Rostock   | 15-6-2024 |             |
| 2023     | 7,70 m(i) | Berlino   | 14-1-2023 | 283º        |
| 2022     | 7,88 m    | Hechingen | 2-7-2022  | 126º        |
| 2021     | 7,71 m    | Berlino   | 29-6-2021 | 265º        |
| 2020     | 7,71 m    | Weinheim  | 1-8-2020  | 162º        |
| 2019     | 7,78 m    | Hannover  | 20-7-2019 | 212º        |
| 2018     | 7,63 m    | Berlino   | 11-8-2018 | 362º        |
| 2016     | 7,08 m    | Potsdam   | 29-5-2016 | 1863º       |

### Salto triplo
| Stagione | Misura     | Luogo          | Data      | Rank. Mond. |
| -------- | ---------- | -------------- | --------- | ----------- |
| 2024     | 15,75 m    | Garbsen        | 12-5-2024 |             |
| 2023     | 16,05 m(i) | Berlino        | 15-1-2023 | 168º        |
| 2022     | 16,04 m    | Berlino        | 4-6-2022  | 162º        |
| 2021     | 15,55 m    | Chemnitz       | 14-5-2021 | 404º        |
| 2020     | 15,03 m    | Berlino        | 18-6-2020 | 659º        |
| 2019     | 16,03 m(i) | Neubrandenburg | 2-2-2019  | 223º        |
| 2018     | 15,86 m    | Garbsen        | 13-5-2018 | 290º        |
| 2017     | 15,34 m(i) | Berlino        | 22-1-2017 | 602º        |
| 2016     | 15,72 m    | Garbsen        | 22-5-2016 | 365º        |

## Palmarès
| Anno                     | Manifestazione      | Sede         | Evento         | Risultato    | Prestazione  | Note         |
| Per la Siria             | Per la Siria        | Per la Siria | Per la Siria   | Per la Siria | Per la Siria | Per la Siria |
| ------------------------ | ------------------- | ------------ | -------------- | ------------ | ------------ | ------------ |
| 2017                     | Campionati asiatici | Doha         | Salto in lungo | 10º          | 7,28 m       | [ 1 ]        |
| Per gli Atleti Rifugiati |                     |              |                |              |              |              |
| 2023                     | Mondiali            | Budapest     | Salto in lungo | 33º (q)      | 7,46 m       |              |
| 2024                     | Giochi olimpici     | Parigi       | Salto in lungo | 29º (q)      | 7,24 m       |              |